# Оттава Сенаторз
«Отта́ва Се́наторз» (англ. Ottawa Senators, фр. Sénateurs d'Ottawa) — хоккейный клуб, выступающий в Национальной хоккейной лиге. Домашние матчи проводит на арене «Канейдиан Тайр-центр» вместимостью 19 153 зрителя в столице Канады Оттаве.
Клуб был основан 6 декабря 1990 года после двух лет работы бизнесмена Брюса Файрстоуна, в результате которой он получил разрешение НХЛ на включение новой франшизы в ряды лиги. На официальном уровне команда играет с сезона 1992/93. До 2022 года владельцем «Сенаторз» являлся Юджин Мелник, а после его смерти клуб по наследству перешёл к его дочерям. В 2011 году журнал «Форбс» оценил имущество клуба в 201 миллион долларов.
За свою историю команда переходила в плей-офф 16 раз, четыре раза была первой в дивизионе, в 2003 году взяла Президентский Кубок, а в 2007 дошла до финала Кубка Стэнли.

## История

### До новейшей истории «Сенаторз»
Большой хоккей пришёл в Оттаву в 1883 году, когда был основан первый в провинции Онтарио любительский клуб с одноимённым названием (Ottawa HC), популярность которого стала незамедлительно расти. Достаточно часто побеждая в турнирах местного значения, в 1893 году «Оттава» стала участником первого розыгрыша Кубка Стэнли, но стать обладателем трофея ей удалось только в 1903 году. Всего же «Оттава» выигрывала Кубок 11 раз.
За свою историю у команды было много прозвищ, включая «Дженералз» в 1890-х гг. и «Силвер Севен» в 1903—1907 гг. «Сенаторами» клуб стали называть, начиная с 1908 года, впоследствии это имя стало официальным.
В начале XX века клуб получил статус профессионального, и принимал непосредственное участие в создании Национальной Хоккейной Ассоциации, которая позже станет называться НХЛ.
Во времена Великой Депрессии клуб столкнулся с серьёзными финансовыми трудностями, и по окончании сезона 1933/34 франшизу было решено перебазировать в Сент-Луис. Через год клуб «Сент-Луис Иглз» прекратил своё существование. В Оттаве же продолжили заниматься хоккеем на любительском уровне, но организация распалась в 1954 году.
Канадские спортивные обозреватели в 1950 году назвали «Оттаву» величайшей канадской командой первой половины XX века.

### 1988—1992: Возвращение «Сенаторов»
В 1988 году НХЛ объявила о своём намерении пополнить свои ряды двумя командами. Бизнесмен в сфере недвижимости из Оттавы Брюс Файрстоун и его коллеги Сайрил Лидер и Рэнди Секстон решили, что столица Канады в состоянии содержать франшизу в хоккее. Однако у фирмы Файрстоуна «Тэррас Инвестментс» не было ликвидных активов, которые можно было бы направить на поддержку идеи основания клуба, поэтому бизнесменами был разработан план осуществления проекта. В 1989 году фирма «Террас» нашла подходящее место для постройки новой ледовой арены на западной окраине Оттавы Канате, и в то же время была развёрнута кампания под названием «Вернуть Сенаторов», чтобы привлечь внимание как общественности, так и функционеров НХЛ. Горожане отреагировали на идею с энтузиазмом: по подсчётам «Террас» уже на первый сезон 11 тысяч жителей были готовы приобрести абонементы. 12 декабря 1990 года НХЛ озвучила своё решение: ряды лиги пополнили франшизы из Оттавы и американского города Тампа.

### 1992—1996: Первые сезоны
Во вновь образованную команду в качестве генерального менеджера был приглашён бывший нападающий Мел Бриджмен, завершивший игровую карьеру лишь тремя годами ранее. Также клуб был заинтересован в услугах тренера, обладателя Джек Адамс Трофи, Брайана Саттера, но последний потребовал слишком высокий гонорар, да и, в общем, отнёсся к такой перспективе со скептицизмом. Вскоре Саттер сменил в «Бостоне» Рика Боунесса, ставшего первым главным тренером «Сенаторов».
Новый сезон «Оттава» начала с победы над «Монреалем» со счётом 5:3 на домашнем «Сивик Центре». По иронии судьбы «Канадиенс» в том сезоне взяли Кубок Стэнли, а «Сенаторз» завершили сезон на последнем месте, выиграв 10 и сведя в ничью 4 игры из 84-х. Однако результат устроил Файрстоуна, ставившего перед началом сезона задачу не побить антирекорд по набранным очкам (который на 3 очка меньше).
Тем же летом Бриджмен был уволен, и президент клуба Рэнди Секстон взял функции генерального менеджера на себя. Задача занимать последнее место в лиге сохранялась, чтобы получать высокий посев на драфте, и команда полностью провалила следующие три сезона. Несмотря на то, что выбор Александра Дэйгла под первым номером на драфте 1993 считается одним из самых неудачных в истории НХЛ, впоследствии взятые Радек Бонк (1994), Брайан Берард (1995, обменян на Уэйда Реддена), Крис Филлипс (1996) и Мариан Госса (1997) стали тем ядром, вокруг которого можно было строить игру команды. Алексей Яшин, выбранный под вторым номером на драфте 1992, стал одной из ярчайших молодых звёзд НХЛ. «Оттава» также обменяла лучшего бомбардира сезона-1992/93 Норма Макайвера и любимчиков местной публики Майка Пелусо и Боба Куделски, чтобы увеличить запас драфт-пиков и перспективных игроков.
Перед началом сезона 1995/96 Алексей Яшин заявил, что не собирается отрабатывать свой контракт. Уже в декабре 1995 года, когда команда занимала всё то же последнее место, посещаемость домашних игр стала резко снижаться, и главный тренер Рик Боунесс был отправлен в отставку. Его сменил на посту Дейв Эллисон, который ничего не смог изменить: под его началом команда выиграла лишь две игры из 27. Вскоре покинул свой пост и Секстон, на место которого встал бывший помощник генерального менеджера «Анахайма» Пьер Готье. Уже в конце января 1996 года Готье удалось разрешить конфликт с Яшиным и подписать высококвалифицированного тренера в лице Жака Мартена.
Несмотря на то, что «Сенаторы» финишировали последними четвёртый сезон подряд, итоги года вселяли оптимизм, ведь были существенно улучшены менеджмент и тренерский состав. Кроме того, неожиданно хорошо заиграл выбранный в шестом раунде Даниэль Альфредссон, ставший лучшим новичком года.

### 1996—2004: Эпоха Жака Мартена
При работе с любой командой Мартен прививал строго оборонительный стиль игры, и «Оттава» исключением не стала. Тем не менее при нём «Сенаторы» каждый раз проходили в стадию плей-офф. Однако болельщиков не устраивали постоянные неудачи в играх на вылет, в том числе четыре подряд проигранные серии против заклятого соперника «Торонто». Несмотря на это, Мартен пережил и нескольких генеральных менеджеров, и даже смену руководства.
Уже в первом сезоне (1996/97) при новом тренере клуб пробился в плей-офф, причём вырвать путёвку в стадию игр на вылет удалось лишь в последний день, и в первом раунде им почти удалось обыграть «Баффало». В следующем году команде наконец удалось в течение регулярного чемпионата выиграть больше, чем проиграть (34-33-15) и даже выбить считавшегося фаворитом Кубка Стэнли «Нью-Джерси». В сезоне 1998/99 «Сенаторы» уже стали третьими в лиге по итогам регулярки, попутно выдав первый 100-очковый сезон в своей истории (103). Несмотря на демарш Алексея Яшина в сезоне 1999/2000, «Оттава» вновь добирается до плей-офф и проигрывает первую в истории «Битву при Онтарио». Яшин вернулся, и помог своей команде выиграть Дивизион и стать вторыми в Конференции год спустя, однако в проигранном раунде плей-офф он смотрелся блекло, и в день драфта 2001 его обменяли в «Нью-Йорк Айлендерс» на Здено Хару, Билла Макалта и второй общий выбор на драфте, под которым впоследствии был выбран Джейсон Спецца.
Показатели «Сенаторов» в сезоне 2001/02 несколько упали, однако им удалось выбить «Филадельфию» в первом раунде плей-офф. Эта была вторая победа в серии в истории команды. Однако в полуфинале Конференции клуб уступил в семи матчах всё тому же «Торонто» — и тут же поползли слухи об увольнении Мартена. Однако на дверь было указано генеральному менеджеру Маршаллу Джонстону, на его место впервые в истории команды был приглашён специалист с опытом такой работы — Джон Маклер.
По ходу всего сезона 2002/03 ве́сти о финансовых трудностях клуба появлялись с ужасающей регулярностью, и уже зимой было объявлено о банкротстве. Тем не менее, команда не прервала своё выступление, да и деньги вскоре были найдены. В итоге «Оттава» и вовсе выиграла регулярный чемпионат, а в дальнейшем добралась до Финала Конференции. Перед началом сезона 2003/04 было объявлено, что новым владельцем клуба становится фармацевтический миллиардер Юджин Мелник. Мартену вновь удалось вывести команду в плей-офф, однако «Битва при Онтарио» в первом раунде снова была проиграна, и руководство решило соглашение с тренером не продлевать.

### 2004—2016: Эпоха Брайана Мюррея
После очередного поражения в плей-офф, владелец клуба Юджин Мелник пообещал, что в клубе произойдут перемены, и совсем скоро болельщики нашли подтверждение его словам. В июне 2004 года было объявлено, что новым главным тренером команды стал бывший генеральный менеджер «Анахайма» Брайан Мюррей. В это же межсезонье клуб расстался со старожилами Патриком Лалимом и Радеком Бонком и подписал Доминика Гашека. Однако сезон 2004/05 так и не состоялся из-за локаута. А перед самым началом сезона 2005/06 клуб получил Дэни Хитли, отдав взамен Мариана Госсу.
Специалисты стали называть «Оттаву» одним из претендентов на Кубок Стэнли, поскольку у команды появился надёжный костяк, да и изменения в правилах хоккея должны были сыграть «Сенаторам» на руку. Команда не стала откладывать дело в долгий ящик, выиграв на старте чемпионата 19 игр из 22 и в итоге став первыми в Конференции с 52 победами и 113 очками. Звено Хитли-Спецца-Альфредссон, получившее название "Пицца-лайн", зарекомендовало себя с лучшей стороны, а Доминик Гашек обеспечил надёжный тыл. Но во время Зимних Олимпийских игр 2006 года чешский вратарь получил тяжёлую травму и выбыл до конца сезона, и его место в рамке ворот «Сенаторов» занял новичок Рэй Эмери. Став лицом к лицу с такими трудностями, «Оттава» добралась лишь до полуфинала Конференции, где проиграла «Баффало».

#### 2006—2007: Дорога к Финалу
После провала в прошедшем сезоне «Оттава» решила вновь прибегнуть к помощи перестановок, на этот раз это больше коснулось персонала клуба. Всю первую половину сезона ходили слухи о возможном обмене Даниэля Альфредссона. Но, несмотря на это, команда начала сезон неудачно. Однако, в итоге, клуб завершил регулярку на четвёртом месте в Восточной конференции, выдав четвёртый подряд сезон со 100 и более очками (105). Ведомая звёздным звеном Хитли-Спецца-Альфредссон, надёжными защитниками Крисом Филлипсом и Антоном Волченковым, а также вратарём Рэем Эмери, «Оттава» сначала отправила в отпуск «Питтсбург», затем преодолела сопротивление «Нью-Джерси», а в Финале Конференции в пяти матчах был повержен обладатель Президент Трофи «Баффало».
Таким образом, команда из столицы Канады попала в Финал Кубка Стэнли впервые с 1927 года. Весь город был вне себя от счастья: даже официальные учреждения развесили на своих зданиях флаги с эмблемой «Сенаторз», люди выносили свои телевизоры на задний двор и украшали автомобили. Огромный флаг «Оттавы» был поднят в здании городской ратуши, будучи фоном к большому экрану, на котором транслировались матчи. На домашней арене висел портрет Даниэля Альфредссона размером с шестиэтажный дом. Напротив ратуши проходили пешие митинги, парады украшенных автомобилей, очерчивая «Сенаторскую милю». Позже во время и после игр движение по этим улицам было перекрыто, чтобы болельщики могли спокойно добираться до арены и телевизоров в пивных и кафе, а потом обратно домой.
В финале «Сенаторам» противостоял «Анахайм», которого с самого начала сезона считали фаворитом розыгрыша Кубка Стэнли. «Утки» одержали победу в первых двух встречах, проходивших в Калифорнии, со счётом 3:2 и 1:0 соответственно. Третья игра, в Корел Сентер, уже осталась за «Оттавой» — 5:3, но четвёртую вновь выиграл «Анахайм» — 3:2. Пятая встреча прошла при тотальном преимуществе калифорнийской команды, что и вылилось в итоговом результате — 6:2 в матче и 4-1 в серии. Ключевым фактором победы «Уток» стала полная нейтрализация первой тройки нападения «Оттавы» и феноменальная игра вратаря Жана-Себастьяна Жигера.

#### 2007—2010: Падение команды
Контракт Брайана Мюррея истекал летом 2007 года, в то время как у генерального менеджера Джона Маклера был ещё год в запасе. Мюррей, имевший опыт работы менеджером в клубах НХЛ, был наиболее вероятной кандидатурой на эту должность и в «Сенаторз». Владелец клуба Юджин Мелник решил предложить Маклеру другую работу в организации, чтобы назначить на его место Мюррея. Маклер отверг предложение и вскоре был уволен. Мелник заявил, что он не хотел потерять Мюррея, что было вероятно в сложившейся ситуации. Мюррей назначил главным тренером своего ассистента Джона Пэддока, однако когда по ходу сезона надежды на плей-офф становились всё призрачнее, генеральный менеджер взял команду под свой контроль. «Оттаве» удалось добраться до игр на вылет, но в первом же раунде плей-офф клуб потерпел поражение от «Питтсбурга». После этого «Оттава» выкупила контракт Рэя Эмери, ставшего известным благодаря своим выходкам вне льда и постоянными опозданиями на тренировки.
Перед началом сезона 2008/09 новым главным тренером «Сенаторов» стал Крэйг Хартсбург. Однако команда проводила матчи из рук вон плохо, что подкреплялось нестабильной игрой вратарского тандема Гербер-Олд. Поэтому уже в феврале руководить командой в срочном порядке был вызван Кори Клустон из «Бингхэмтона» (АХЛ). Молодой специалист привёл вслед за собой и голкипера-новичка Брайана Эллиотта. Мартин Гербер в свою очередь был выставлен на драфт отказов, а в дедлайн «Оттава» получила права на вратаря Паскаля Леклера, хотя из-за травмы он так и не сыграл за новую команду ни одного матча. По итогам сезона 2008/09 «Оттава» заняла только 11 место на Востоке, таким образом, не пройдя в плей-офф впервые за последние 12 лет. По ходу сезона Клустон успел испортить отношения с Дэни Хитли, а когда последний узнал, что с главным тренером намерены продлить контракт, то потребовал обмена и получил его в сентябре.
Первую половину сезона 2009/10 «Сенаторы» провели в нижней части турнирной таблицы, однако в январе сумели выдать 11-матчевую выигрышную серию, что обеспечило им пятую строчку в Восточной конференции по итогам регулярного чемпионата, но дальше первого раунда плей-офф клуб пройти не смог, проиграв «Пингвинам» в шести матчах.

#### 2010—2016: Перестройка
Специалисты сходились во мнении, что сезон 2010/11 «Оттава» проведёт не на лучшем уровне, но клуб «превзошёл» и эти ожидания. После череды поражений в январе стали появляться слухи и грядущей перестройке команды, в том числе и в рядах персонала. Однако 22 января 2011 года владелец «Сенаторов» Юджин Мелник заявил, что он не собирается увольнять ни главного тренера Кори Клустона, ни генерального менеджера Брайана Мюррея, но на сезоне уже справедливо поставлен крест, и обсуждение планов на будущее продолжается в полной мере. Мюррей же заявил, что даст игрокам проявить себя до дедлайна, который наступил 28 февраля. В это время клуб уже был в 14 очках от зоны плей-офф.
Началось всё с обмена любимчика болельщиков «Сенаторов» центрфорварда Майка Фишера в «Нэшвилл» на выбор в первом раунде драфта 2011 года (Стефан Нисен). У жены игрока, певицы Кэрри Андервуд, уже был в этом городе дом. Всё это вкупе вызвало волну неодобрения, в основном направленную именно на Андервуд (на некоторых радиостанциях были удалены из треклиста все её песни). Затем последовал обмен Криса Келли в «Бостон» на выбор во втором раунде драфта 2011 (Шейн Принс). Вскоре отправился в «Анахайм» финский силовик Яркко Рууту, у которого летом заканчивался контракт. Не оправдавший надежд Алексей Ковалёв уехал в «Питтсбург». Непосредственно в дедлайн «Оттаве» удалось сделать обмен голкиперами: в стан «Колорадо» был отправлен Брайан Эллиотт, в обратном направлении последовал Крэйг Андерсон. На выбор на драфте был обменян и защитник Крис Камполи, а вратарь Кёртис Макелинни был подобран с драфта отказов. Присоединившись к новой команде, Крэйг Андерсон отлично проявлял себя и вскоре получил новый четырёхлетний контракт. 8 апреля 2011 года Брайан Мюррей заключил новое соглашение с клубом, рассчитанное на три года, а днём позже вся бригада тренеров во главе с Кори Клустоном была отправлена в отставку. 14 июня «Оттава» объявила имя нового тренера: им стал бывший ассистент главного тренера «Детройта» Пол Маклин.
Перед началом нового сезона многие аналитики и журналисты предполагали, что «Сенаторы» станут основным претендентом на первый номер на грядущем драфте. Перестройка шла в самом разгаре, поэтому в составе команды было много новичков и неопытных игроков. Клуб начал с пяти поражений в шести первых матчах, но затем последовала шестиматчевая победная серия. В декабре 2011 года команду пополнил центрфорвард Кайл Тёррис (в «Финикс» были отправлены защитник Рундблад и драфт-пик). Вскоре игра команды ещё более стабилизировалась, и к Матчу всех звёзд клуб уже находился в зоне плей-офф. Впервые в истории звёздный уик-энд проходил в Оттаве, и многие остались довольны от организации этого зрелища. Пять игроков «Сенаторз» были выбраны для участия Матче: Даниэль Альфредссон (капитан), Джейсон Спецца, Милан Михалек, Эрик Карлссон и Колин Грининг. После перерыва «Оттава» продолжила твёрдую поступь к играм на вылет. Но в середине февраля основной вратарь команды Крэйг Андерсон получил травму, порезав себе палец дома. Второй вратарь Алекс Олд играл крайне неважно, поэтому в срочном порядке из «Бингхэмптона» был вызван молодой Робин Ленер, а вскоре из «Сент-Луиса» был получен проспект Бен Бишоп, и команда не замедлила своего хода. 1 апреля 2012 победой над «Нью-Йорк Айлендерс» со счётом 5:1 «Сенаторы» обеспечили себе место в плей-офф. В итоге клуб финишировал на восьмом месте в Восточной конференции, а в соперники ему достались «Нью-Йорк Рейнджерс». «Оттава» проиграла эту серию в семи матчах. После неудачного сезона 2015/2016, Брайан Мюррей покинул пост генерального менеджера, а позже был уволен и главный тренер команды, Дэйв Кэмерон.

## Облик команды

### Логотип и дизайн игровой формы
Цветами команды являются красный, чёрный и белый с золотой каймой. Выездная форма в основном белая с небольшим количеством красного и чёрного, в то время как в домашней форме превалирует красный с вкраплениями чёрного и белого. Логотип клуба символизирует римского генерала, члена Сената Римской империи, изображённого внутри золотого диска. Оригинальный вариант стал достоянием общественности 23 мая 1991 года, и по замыслу его создателя Тони Милчарда он изображает фигуру центуриона, сильного и непоколебимого.
Современный дизайн формы увидел свет 22 августа 2007 года в результате заключения НХЛ контракта с фирмой Reebok. На плечах появилась буква «О», которая была фирменным знаком оригинальной «Оттавы», игравшей в начале XX века. Основной логотип претерпел некоторые изменения: лицо сенатора теперь изображено в лёгком полуобороте. Некоторое время старый логотип с головой центуриона в профиль был на выездной форме, а теперь такую можно купить только в клубном магазине.
В 2011 году «Сенаторы» представили дизайн новой альтернативной формы. В основном чёрная, на форме присутствуют горизонтальные красные и белые полосы. Она напоминает оригинальную форму «Оттавы» начала XX века. На плечах появились нашивки в виде щитов, которые оригинальная «Оттава» делала себе после каждого завоевания Кубка Стэнли. На нашивках также написано название клуба на английском и французском языках. Идею им подсказал фанатский клуб, расположенный в Гатино.

### Арена
На многих домашних играх болельщикам есть чем себя занять как внутри, так и снаружи Скоушабэнк Плэйс: живая музыка, рок-группы, конкурсы и рекламные кампании. Перед игрой и во время её зрителей развлекает талисман команды лев Спартакэт. Гимны в основном исполняет констебль провинциального отдела Полиции Онтарио Линдон Слюидж. Что касается гимна Канады, то Слюидж поёт его и по-английски, и по-французски. Также у «Сенаторов» есть своя собственная композиция, которая называется «Ottawa Senators Theme Song».

### Армия «Сенс»
Болельщиков «Оттавы» обычно именуют армией «Сенс». Как и большинству фанатов, им не чуждо наряжаться к играм команды, в том числе и в традиционное облачение римских легионеров. Во время плей-офф 2007 года практически весь город был красного цвета: люди украшали автомобили, а в городской ратуше было вывешено огромное полотно с логотипом клуба на красном фоне.
Миля «Сенс»
Наподобие Красной мили в Калгари во время плей-офф 2004 года и Медного километра в Эдмонтоне двумя годами позже, болельщики «Сенаторов» решили организовать свою Милю «Сенс» на одной из центральных улиц города Элгин-стрит, где расположено множество баров и ресторанов. Идея воплотилась, будучи обозначенной как встреча в социальной сети Facebook перед четвёртой игрой серии с «Баффало». После победы в пятом матче и серии в целом власти «Оттавы» перекрыли улицу для транспорта. Улица была пешеходной во время всех игр Финала Кубка Стэнли.

### СМИ
По телевидению домашние и выездные игры «Сенаторов» транслирует компания Rogers Sportsnet. Вещание идёт на территориях Долина реки Оттава, Восточное Онтарио (обе — провинция Онтарио), в провинции Квебек, а также в Приморских территориях, включая Ньюфаундленд и Лабрадор. Программа канала CBC «Hockey Night in Canada» и канал TSN представляют матчи «Оттавы» во всей Канаде. Голосом «Оттавы Сенаторз» называют комментатора Rogers Sportsnet и CBC Дина Брауна. Его напарником является бывший защитник и уроженец Оттавы Дени Потвен.
Радиотрансляции игр ведут многие станции, но основная — Team 1200, с которой клуб сотрудничает аж с 1997 года. Также есть возможность поймать станцию в интернет, в том числе через официальный сайт НХЛ.
«Оттава Сенаторз» как организация работает в основном с английским языком, но предоставляет и французский. Официальный сайт также двуязычный. Франкоязычный кабельный канал RDS выборочно транслирует игры «Оттавы», аналитиком на канале работает бывший вратарь Патрик Лалим.

## Команда

### Текущий состав
| №                         | Игрок             | Страна                    | Хват    | Дата рождения              | Рост (см) | Вес (кг) | Средняя зарплата ($) | Контракт до |
| Вратари                   | Вратари           | Вратари                   | Вратари | Вратари                    | Вратари   | Вратари  | Вратари              | Вратари     |
| ------------------------- | ----------------- | ------------------------- | ------- | -------------------------- | --------- | -------- | -------------------- | ----------- |
| 1                         | Лееви Мериляйнен  | Финляндия                 | Левый   | 13 августа 2002 (23 года)  | 190       | 79       | 1,050,000            | 2025/26     |
| 31                        | Хантер Шепард     | Соединённые Штаты Америки | Левый   | 7 ноября 1995 (29 лет)     | 185       | 95       | 775,000              | 2025/26     |
| 35                        | Линус Улльмарк    | Швеция                    | Левый   | 31 июля 1993 (32 года)     | 193       | 97       | 8,250,000            | 2028/29     |
| 40                        | Мадс Сёгор        | Дания                     | Левый   | 13 декабря 2000 (24 года)  | 203       | 90       | 775,000              | 2025/26     |
| Защитники                 |                   |                           |         |                            |           |          |                      |             |
| 2                         | Артём Зуб         | Россия                    | Правый  | 3 октября 1995 (29 лет)    | 188       | 90       | 4,600,000            | 2026/27     |
| 3                         | Ник Дженсен       | Соединённые Штаты Америки | Правый  | 21 сентября 1990 (34 года) | 183       | 88       | 4,050,000            | 2025/26     |
| -                         | Джордан Спенс     | Канада                    | Правый  | 24 февраля 2001 (24 года)  | 185       | 88       | 1,500,000            | 2025/26     |
| 33                        | Николас Матинпало | Финляндия                 | Правый  | 5 октября 1998 (26 лет)    | 190       | 94       | 875,000              | 2026/27     |
| 37                        | Донован Себранго  | Канада                    | Левый   | 12 января 2002 (23 года)   | 185       | 91       | 828,333              | 2024/25     |
| 43                        | Тайлер Клевен     | Соединённые Штаты Америки | Левый   | 10 февраля 2002 (23 года)  | 193       | 94       | 1,600,000            | 2026/27     |
| 48                        | Филип Роос        | Швеция                    | Левый   | 5 января 1999 (26 лет)     | 192       | 86       | 775,000              | 2024/25     |
| 50                        | Максенс Женетт    | Канада                    | Правый  | 28 апреля 2001 (24 года)   | 191       | 89       | 775,000              | 2024/25     |
| 72                        | Тома Шабо — А     | Канада                    | Левый   | 30 января 1997 (28 лет)    | 188       | 86       | 8,000,000            | 2027/28     |
| 85                        | Джейк Сандерсон   | Соединённые Штаты Америки | Левый   | 8 июля 2002 (23 года)      | 191       | 88       | 8,050,000            | 2031/32     |
| Левые крайние нападающие  |                   |                           |         |                            |           |          |                      |             |
| 7                         | Брэди Ткачук — К  | Соединённые Штаты Америки | Левый   | 16 сентября 1999 (25 лет)  | 191       | 87       | 8,205,714            | 2027/28     |
| 20                        | Фабиан Зеттерлунд | Швеция                    | Правый  | 25 августа 1999 (25 лет)   | 180       | 89       | 4,250,000            | 2027/28     |
| 57                        | Давид Перрон      | Канада                    | Правый  | 28 мая 1988 (37 лет)       | 183       | 91       | 4,000,000            | 2025/26     |
| Центрфорварды             |                   |                           |         |                            |           |          |                      |             |
| -                         | Ларс Эллер        | Дания                     | Левый   | 8 мая 1989 (36 лет)        | 186       | 94       | 1,250,000            | 2025/26     |
| 12                        | Шейн Пинто        | Соединённые Штаты Америки | Правый  | 12 ноября 2000 (24 года)   | 188       | 88       | 3,750,000            | 2025/26     |
| 14                        | Ян Еник           | Чехия                     | Левый   | 15 сентября 2000 (24 года) | 185       | 75       | 775,000              | 2024/25     |
| 18                        | Тим Штюцле        | Германия                  | Левый   | 15 января 2002 (23 года)   | 184       | 89       | 8,350,000            | 2030/31     |
| 21                        | Ник Казинс        | Канада                    | Левый   | 20 июля 1993 (32 года)     | 180       | 84       | 825,000              | 2025/26     |
| 24                        | Дилан Козенс      | Канада                    | Правый  | 9 февраля 2001 (24 года)   | 191       | 85       | 7,100,000            | 2029/30     |
| 71                        | Ридли Грейг       | Канада                    | Левый   | 8 августа 2002 (23 года)   | 180       | 75       | 3,250,000            | 2028/29     |
| Правые крайние нападающие |                   |                           |         |                            |           |          |                      |             |
| 15                        | Олле Люкселль     | Швеция                    | Левый   | 24 августа 1999 (25 лет)   | 181       | 80       | 775,000              | 2025/26     |
| 17                        | Зак Макьюэн       | Канада                    | Правый  | 8 июля 1996 (29 лет)       | 191       | 93       | 775,000              | 2025/26     |
| 19                        | Дрейк Батерсон    | Канада                    | Правый  | 27 апреля 1998 (27 лет)    | 191       | 89       | 4,975,000            | 2026/27     |
| 22                        | Майкл Амадио      | Канада                    | Правый  | 13 мая 1996 (29 лет)       | 185       | 93       | 2,600,000            | 2026/27     |
| 28                        | Клод Жиру — А     | Канада                    | Правый  | 12 января 1988 (37 лет)    | 180       | 84       | 2,000,000            | 2025/26     |
| 34                        | Артур Калиев      | Соединённые Штаты Америки | Левый   | 26 июня 2001 (24 года)     | 188       | 86       | 775,000              | 2025/26     |
| 42                        | Хэйден Ходжсон    | Канада                    | Правый  | 2 марта 1996 (29 лет)      | 188       | 94       | 775,000              | 2026/27     |

### Штаб
| Должность            | Имя                 | Страна | Дата рождения             | В должности |
| -------------------- | ------------------- | ------ | ------------------------- | ----------- |
| Генеральный менеджер | Стив Стейос         | Канада | 28 июля 1973 (52 года)    | с 2023 года |
| Главный тренер       | Трэвис Грин         | Канада | 20 декабря 1970 (54 года) | с 2024 года |
| Помощник тренера     | Майк Йео            | Канада | 31 июля 1973 (52 года)    | с 2024 года |
| Помощник тренера     | Бен Секстон         | Канада | 6 июня 1991 (34 года)     | с 2024 года |
| Помощник тренера     | Даниэль Альфредссон | Швеция | 11 декабря 1972 (52 года) | с 2023 года |
| Помощник тренера     | Нолан Баумгартнер   | Канада | 23 марта 1976 (49 лет)    | с 2024 года |
| Тренер вратарей      | Джастин Питерс      | Канада | 30 августа 1986 (38 лет)  | с 2024 года |

### Неиспользуемые номера
- 4 — Крис Филлипс, защитник (1997—2015). Выведен из обращения 18 февраля 2020 года[55].
- 8 — Фрэнк Финниган, крайний нападающий (1923—1931, 1932—1934). Выведен из обращения 8 октября 1992 года.
- 11 — Даниэль Альфредссон, крайний нападающий (1995—2013). Выведен на церемонии 29 декабря 2016 года.[56]
- 25 — Крис Нил, крайний нападающий (2001—2017). Выведен из обращения 17 февраля 2023 года.

## Статистика

### Сезоны «Оттавы Сенаторз»
| Сезон   | И  | В  | П  | ПО | Очки | ШЗ  | ШП  | Место            | Плей-офф                                              |
| 2018-19 | 82 | 29 | 47 | 6  | 64   | 242 | 302 | 8, Атлантический | Не участвовали                                        |
| 2019-20 | 71 | 25 | 34 | 12 | 62   | 191 | 243 | 7, Атлантический | Не участвовали                                        |
| 2020-21 | 56 | 23 | 28 | 5  | 51   | 157 | 190 | 6, Северный      | Не участвовали                                        |
| 2021-22 | 82 | 33 | 42 | 7  | 73   | 227 | 266 | 7, Атлантический | Не участвовали                                        |
| 2022-23 | 82 | 39 | 35 | 8  | 86   | 261 | 271 | 6, Атлантический | Не участвовали                                        |
| 2023-24 | 82 | 37 | 41 | 4  | 78   | 255 | 281 | 7, Атлантический | Не участвовали                                        |
| 2023-24 | 82 | 45 | 30 | 7  | 97   | 243 | 234 | 4, Атлантический | Поражение в первом раунде, 2–4 («Торонто Мейпл Лифс») |

### Все капитаны команды
| Год              | Нац                       | Игрок               |
| ---------------- | ------------------------- | ------------------- |
| 1992-1993        | Флаг Канады               | Лори Бошман         |
| 1993-март 1994   | Флаг Канады               | Марк Лэмб           |
| 1993-март 1994   | Флаг Канады               | Брэд Шоу            |
| март-апрель 1994 | Флаг Канады               | Горд Динин          |
| 1995-1998        | Флаг Канады               | Рэнди Канниуорт     |
| 1998-1999        | Флаг России               | Алексей Яшин        |
| 1999-2013        | Флаг Швеции               | Даниэль Альфредссон |
| 2013-2014        | Флаг Канады               | Джейсон Спецца      |
| 2014-2018        | Флаг Швеции               | Эрик Карлссон       |
| 2021-н.в.        | Соединённые Штаты Америки | Брэди Ткачук        |

## Индивидуальные рекорды
- Наибольшее количество очков за сезон — Дэни Хитли (2006-07) — 105 (50+55)
- Наибольшее количество заброшенных шайб за сезон — Дэни Хитли (2005-06 и 2006-07) — 50
- Наибольшее победных шайб за сезон — Алексей Яшин (2000-01), Мариан Госса (2002-03) и Дэни Хитли (2006-07) — 10
- Наибольшее количество результативных передач за сезон — Джейсон Спецца (2005-06) — 71
- Наибольшее количество штрафных минут за сезон — Майк Пелузо (1992-93) — 318
- Наибольшее количество очков, набранных защитником за один сезон — Эрик Карлссон (2015-16) — 82 (16+66)
- Наибольшее количество игр в регулярных чемпионатах среди вратарей — Крэйг Андерсон (2011—2017) — 293
- Наибольшее количество побед в регулярных чемпионатах среди вратарей — Крэйг Андерсон (2011—2017) — 151
- Наибольшее количество «сухих» игр — Патрик Лалим (1999—2004) — 30